# عازار الشايب
عازار بن معروف الشَّايب (1949- 2011 م) هو عالم رياضيَّات وأُستاذ جامعي سوري. أحدُ أهمِّ الباحثين في مجال الأنظمة الرياضيَّة الذكيَّة في سورية وسائر الوطن العربي، دُرِّست كُتُبه في جامعة موسكو الحُكُوميَّة.

## ولادته وتحصيله
وُلد في دمشق سنة 1949م لعائلةٍ مسيحية من الروم الأرثوذكس تنحدر من بلدة مَعْلولا. تلقَّى دُرُوسه الأوليَّة في مدرسة يُوسُف العظمة، ثُمَّ التحق بكُليَّة العُلوم في جامعة دمشق ونال منها إجازة في العُلوم الرياضيَّة والفيزيائيَّة سنة 1971م، وفي السنة التالية نال دبلومًا في أُصُول التدريس من كُليَّة التربية بالجامعة ذاتها. 
سافر لاحقًا إلى موسكو عاصمة الاتحاد السوڤيتي والتحق بجامعتها الحُكُوميَّة، فدرس في كُليَّة الرياضيَّات والهندسة الميكانيكيَّة ما بين سنتي 1978 و1985م، ونال منها دكتوراه فلسفة الرياضيَّات في علم السبرانيَّة الرياضي ونظريَّة التعرُّف على الأشكال.

## أعماله ووظائفه
عمل الشَّايب في قسم الرياضيَّات ذات المُتحوِّلات المُتقطِّعة في جامعة موسكو بُعيد تخرُّجه، واستمرَّ بعمله هذا قُرابة سنة، ثُمَّ التحق بقسم الرياضيَّات بكُليَّة العُلُوم في جامعة دمشق سنة 1986م واشتغل بتدريس الرياضيَّات ذات المُتحوِّلات المُنفصلة حتَّى سنة 1987م، ثُمَّ التحق بقسم العُلُوم الأساسيَّة في كُليَّة الهندسة الميكانيكيَّة والكهربائيَّة ودرَّس فيها قُرابة عشر سنوات (1987- 1997م)، ثُمَّ تسلَّم رئاسة القسم المذكور في 22 ديسمبر (كانون الأوَّل) 1997م إلى سنة 2000م.
تميَّز الشَّايب بكونه أحدَ أهمِّ الباحثين في مجال الأنظمة الرياضيَّة الذكيَّة على مُستوى سورية وسائر الوطن العربي، وقيل العالم. قيل أيضًا أنَّهُ كان السوري الوحيد الذي دُرِّست كُتُبه - خلال حياته - في جامعةٍ أجنبيَّة غير عربيَّة، وهي جامعة موسكو الحُكُوميَّة. وقيل أنَّهُ العربي الوحيد الذي كان عُضوًا بالمُنظمة العالية للأنظمة الرياضيَّة الذكيَّة.

## كتبه وآثاره
ألَّف الشَّايب قُرابة عشرة كُتُب اعتُمدَت جميعها في تدريس المُقرَّرات في جامعة دمشق، لعلَّ أبرزها كتاب «خوارزميَّات المتريَّة الخطيَّة لنظريَّة التعرُّف على الأشكال» الذي اعتمدته أيضًا جامعة موسكو الحُكُوميَّة سنة 2005م بقسم النظريَّة الرياضيَّة للأنظمة الذكيَّة. يتألَّف هذا الكتاب من مُقدِّمةٍ وثلاثة فُصُول، طُبع منه مئتا نُسخة. نشر أيضًا عشَرة أبحاث ومقالات مُحكَّمة، بعضها مُنفردًا في دمشق وبعضها بالتعاون مع باحثين وعُلماء في موسكو.
وألف أيضًا كتابًا بعنوان «الأعداد العقدية» نشرته جامعة دمشق في حياته، وآخر عن «التحليل الرياضي» نُشر بعد وفاته.
أُصيب في أواخر حياته بمرضٍ عُضال أخفاه عن طُلَّابه وأقرانه من الأساتذة والعُلماء، فظلَّ يُشجع طُلَّابه ويحثهم على طلب العلم، ولمَّا تبيَّن لهؤلاء أنَّهُ كان مريضًا حين وفاته، انتقد بعضهم لا مُبالاةَ المعنيين في الجامعة وإهمالهم؛ كونهم لم يمُدُّوا له يدَ المُساعدة مع أنه كان مُخلصًا لجامعته ورفضَ أن يُعلِّم إلَّا بها.

## وفاته وتأبينه
تُوفي الشَّايب في دمشق، في أوائل شهر أغسطس (آب) 2011م، ونُقل جُثمانه إلى الكنيسة المريميَّة وصُلِّي عليه، وكان من أبرز المُعزِّين بوفاته إغناطيوس الرابع هزيم بطريق أنطاكية وسائر المشرق للروم الأرثوذكس. أقامت لهُ جامعة دمشق تأبينًا في كُليَّة الهندسة الميكانيكيَّة والكهربائيَّة يوم 5 أكتوبر (تشرين الأوَّل) 2011م تقديرًا لجُهُوده وأبحاثه.

## منشورات مُختارة
- عازار معروف الشَّايب (1410 = 1990م). الرياضيَّات 2. دمشق: جامعة دمشق، كُلیَّة الھندسة المیكانیكیَّة والكھربائیَّة. OCLC:4770104338. {{استشهاد بكتاب}}: تحقق من التاريخ في: |سنة= (مساعدة)
- عازار معروف الشَّايب (1430 - 1431هـ = 2009 - 2010م). الرياضيَّات 4 (PDF). دمشق: جامعة دمشق، كُلیَّة الھندسة المیكانیكیَّة والكھربائیَّة. مؤرشف من الأصل (PDF) في 2023-05-19. {{استشهاد بكتاب}}: تحقق من التاريخ في: |سنة= (مساعدة)
- عازار معروف الشَّايب؛ مُحمَّد نور شمَّه؛ شُكري أبو عرابي (2013م). تحليل رياضي (3) (PDF). دمشق: جامعة دمشق، كُلیَّة الھندسة المیكانیكیَّة والكھربائیَّة. مؤرشف (PDF) من الأصل في 2023-10-20. {{استشهاد بكتاب}}: تحقق من التاريخ في: |سنة= (مساعدة)